# Hydriomena variegata
Hydriomena variegata là một loài bướm đêm trong họ Geometridae.